# 胡安·伊格納西奧·切拉
胡安·伊格納西奧·切拉（1979年8月30日—），阿根廷職業網球運動員（1998年—），他擅長的場地為慢速硬地，但是大部分的阿根廷選手擅長紅土。截至目前最高單打排名為世界第15（2004年8月30日）。

## 外部連結
- 胡安·伊格納西奧·切拉（英文/西班牙文）的官方資料
- 胡安·伊格納西奧·切拉的國際網球總會 職業／青少年 官方資料（英文）
- 胡安·伊格納西奧·切拉的官方資料（英文）